# Neah Bay (Washington)
Neah Bay es un lugar designado por el censo ubicado en el condado de Clallam en el estado estadounidense de Washington. En el año 2000 tenía una población de 794 habitantes y una densidad poblacional de 129,7 personas por km².

## Historia
En 1790, bajo el control español por parte de Manuel Quimper, fue bautizada como Bahía de Núñez Gaona. Un año después, en 1791, fue construida en la bahía, por la expedición del marino Salvador Fidalgo, una posición fortificada, convirtiéndose en el primer asentamiento europeo en el actual estado de Washington.

## Geografía
Neah Bay se encuentra ubicado en las coordenadas 48°21′56″N 124°36′56″O / 48.36556, -124.61556.

## Demografía
Según la Oficina del Censo en 2000 los ingresos medios por hogar en la localidad eran de $21.635, y los ingresos medios por familia eran $24.583. Los hombres tenían unos ingresos medios de $28.750 frente a los $27.917 para las mujeres. La renta per cápita para la localidad era de $11.338. Alrededor del 29,9% de la población estaban por debajo del umbral de pobreza.